# Culex archegus
Culex archegus är en tvåvingeart som beskrevs av Dyar 1929. Culex archegus ingår i släktet Culex och familjen stickmyggor. Inga underarter finns listade i Catalogue of Life.